# Masný průmysl v Číně
Masný průmysl v Číně patří mezi nejdůležitější část potravinářského průmyslu a je nedílnou součástí ekonomiky země.
S ročním ekonomickým růstem kolem 6,1 procenta a počtem obyvatel přes 1,4 miliardy prochází Čína stále významnějšími transformacemi v mnoha průmyslových odvětvích, včetně sektoru zemědělského. Jak stále více Číňanů vstupuje do nové střední třídy, stávají se masné výrobky stále významnější součástí čínského stravovacího a potravinářského sektoru. Čína má dlouhou tradici živočišné výroby a spotřeby masa (například vepřového, jehněčího, hovězího a drůbežího), nicméně maso nebylo vždy dostupné, hlavně pro chudší obyvatele. Kdysi luxus, dnes je maso na každodenním jídelníčku mnoha Číňanů.
Čína je nyní největším světovým výrobcem, spotřebitelem i dovozcem masa, přičemž na trhu dominují vepřové výrobky. Největší vepřovou společnost na světě ve Virginii se sídlem ve Smithfieldu získala čínská společnost Shineway (později pojmenovaná WH Group) v roce 2013, aby uspokojila čínskou poptávku po vepřovém masu. V roce 2018 Čína spotřebovala přes 41 kilogramů vepřového masa na jednoho obyvatele. Drůbež a hovězí/telecí maso jsou druhým a třetím nejoblíbenějším druhem masa v celé zemi. Celkově nyní Čína spotřebovává přibližně 28 procent celosvětových dodávek masa.
S místní produkcí masa omezenou zásobami půdy a vody Čína nadále dováží značné množství masa ze zahraničních trhů. V letech 2018–2019 došlo k několikanásobnému propuknutí afrického moru prasat, smrtelného onemocnění, které zahubilo čtvrtinu světové populace prasat a přibližně 60 procent prasat, chovaných v Číně v těchto letech. Krize přirozeně vedla nejen k inflaci cen vepřového masa, ale také posílila dovoz vepřového masa do Číny přibližně o 70 procent, zejména z Evropy a Jižní Ameriky.
V roce 2019 začala Čína dovážet maso ze 16 nových zemí, aby zvýšila objem dovozu masa a diverzifikovala zdroje, uvítala mezi své dodavatele i velmi malé podniky.
Čína bude pravděpodobně i nadále hrát důležitou roli v globálním růstu poptávky po zemědělských produktech, včetně masných výrobků. Očekává se, že produkce a spotřeba masa, zejména druhů, které mají v současné době nižší míru spotřeby na obyvatele, jako je hovězí a jehněčí maso, se v příštím desetiletí zvýší nejméně o 25 procent.

## Vepřové maso na čínském trhu
Prodej čerstvého masa v Číně tvoří téměř 80 procent tržní hodnoty.[ujasnit] Ze všech druhů masa na trhu dominuje prodej vepřového masa, následuje drůbež a hovězí maso. Očekává se však, že čínský trh s hovězím a telecím masem bude svědkem rostoucí poptávky,  zatímco růst trhu s vepřovým masem se zpomalí. Tyto trendy jsou v souladu s růstem celkové tržní hodnoty masa. Dlouhodobý růst cen vepřového masa bude mít dopad na chov prasat, což povede v blízké budoucnosti k nižší spotřebě vepřového masa na obyvatele a vyšší poptávce po hovězím a telecím masu.